# Lirac (AOC)
Pour l’article homonyme, voir Lirac.
Le lirac est un vin d'appellation d'origine contrôlée produit sur le territoire des communes de Lirac, de Roquemaure, de Saint-Geniès-de-Comolas et de Saint-Laurent-des-Arbres, dans le département français du Gard en région Occitanie.

## Histoire

### Antiquité
Sur la commune de Roquemaure, la grotte du Crâne Noir a livré des tessons de céramique chalcolithique ainsi que des vestiges des âges du bronze et du fer. Un oppidum fut occupé par les Ligures qui commercèrent avec des négociants étrusques.

### Moyen Âge

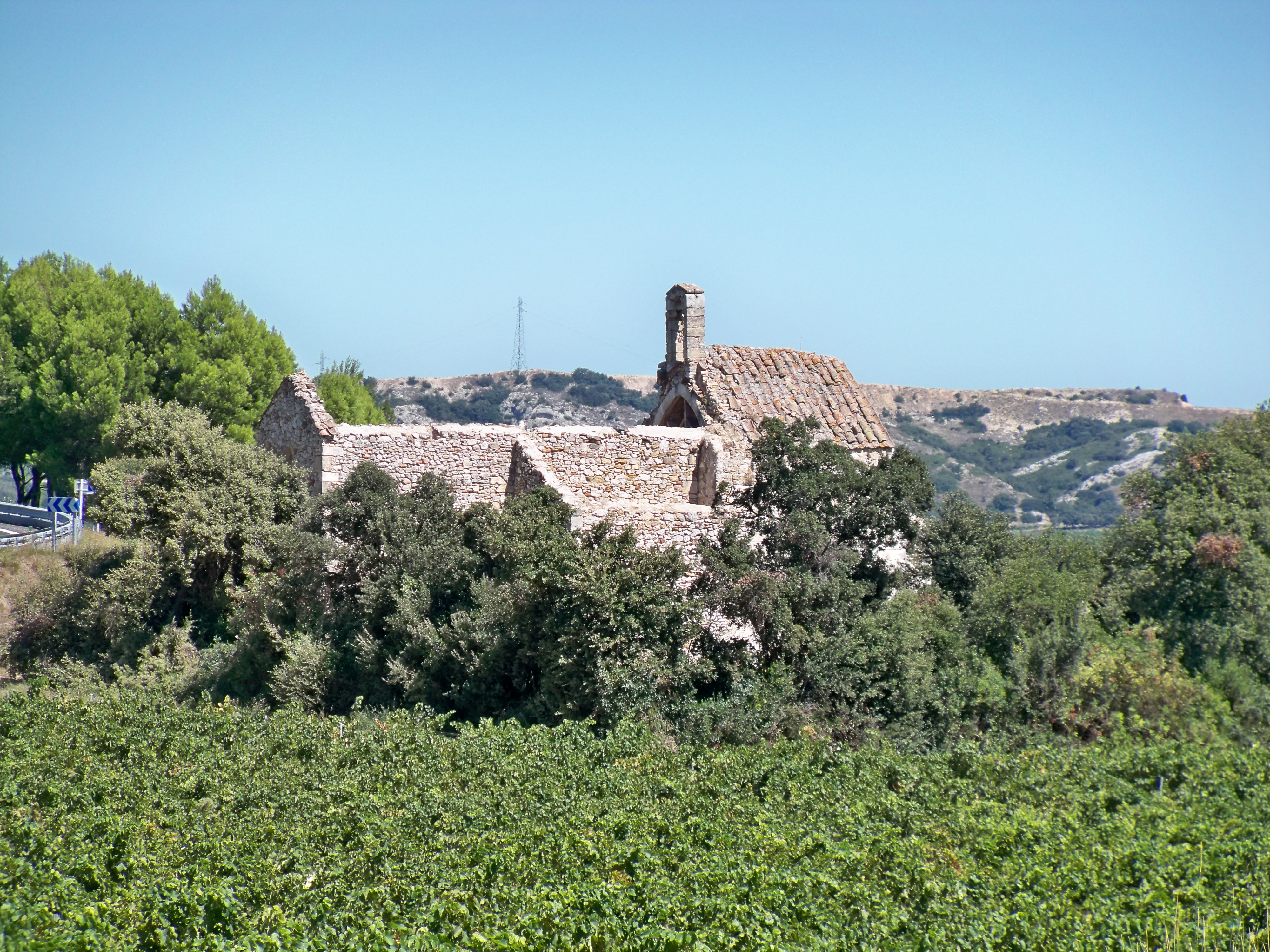
Chapelle Saint-Agricol de Roquemaure, sur l'aire d'appellation du lirac.

Les quatre paroisses, constituant le terroir viticole de l'appellation, faisaient partie de l'enclave de la Provence et appartenaient à la mense épiscopale d'Avignon, en vertu d'une donation faite à l'évêque Fulcherius en 911 par Louis III l'Aveugle, roi et empereur d'Italie.
Au cours du Moyen Âge, de 1006 au début du XIIIe siècle, l’abbaye Saint-André de Villeneuve-lès-Avignon est propriétaire de l’église paroissiale (Sancti Petri de Alheraco), qui lui est cédée par l’évêque d’Avignon, et en perçoit les revenus.
Au cours du XIIe siècle, Gervais de Tilbury, nota à propos des vignes de Roquemaure : « Il y a sur le Rhône le château de Roquemaure. Sur le territoire de ce château, sont des vignes que le peuple appelle brumestes, qui ont de fort gros raisins. Ces vignes fleurissent normalement, font des grappes et trompent l'espérance de celui qui les cultive : quand en effet arrive la fête de la saint Jean-Baptiste, les fruits de toutes les vignes disparaissent, et l'on n'y trouve rien qui donne des fruits ».
Il s'agissait de la coulure.

### Période moderne
La viguerie d'Uzès fut divisée en deux. Il y eut la « viguerie haute » ou les Cévennes, et la « viguerie basse » qui prit le nom de la côte du Rhône. Un premier édit royal daté du 27 septembre 1729 tenta de donner une identité vinicole à cette petite région. Il fut insuffisant et modifié en 1731 en ces termes : 

« Tous les tonneaux de vin destinés pour la vente et transport du cru tant de Roquemaure que des lieux et paroisses voisines et contiguës : Tavel, Lirac, Saint-Laurent-des-Arbres, Saint-Geniès-de-Comolas, Orsan, Chusclan, Codolet et autres qui sont de qualités supérieures seront marqués sur l'un des fonds, étant pleins et non autrement, d'une marque de feu qui contiendra les trois lettres C D R signifiant Côte du Rhône avec le millésime de l'année »

.

### Période contemporaine

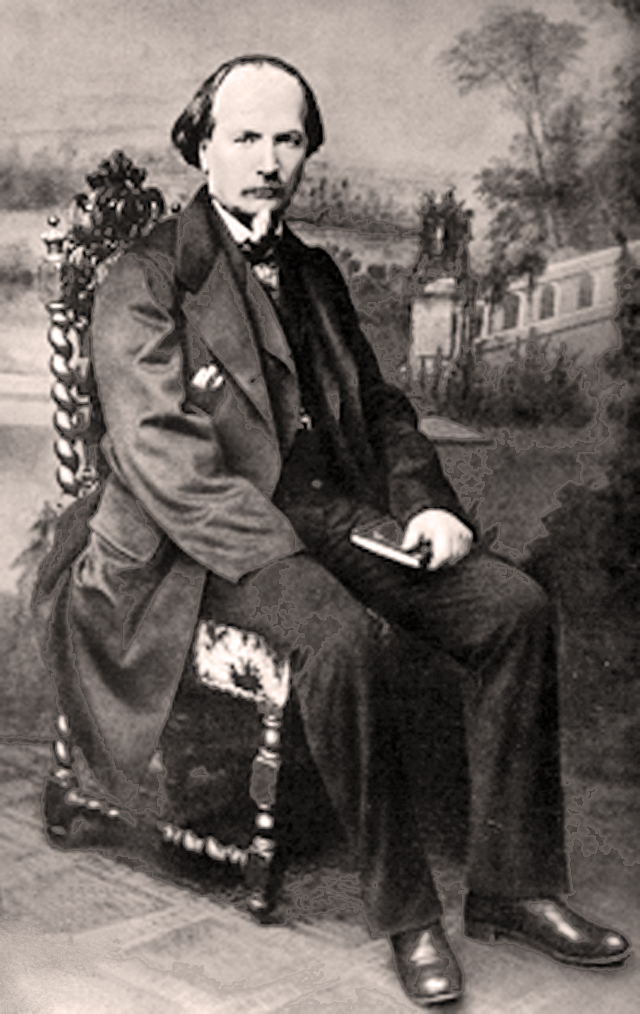
Placide Cappeau.

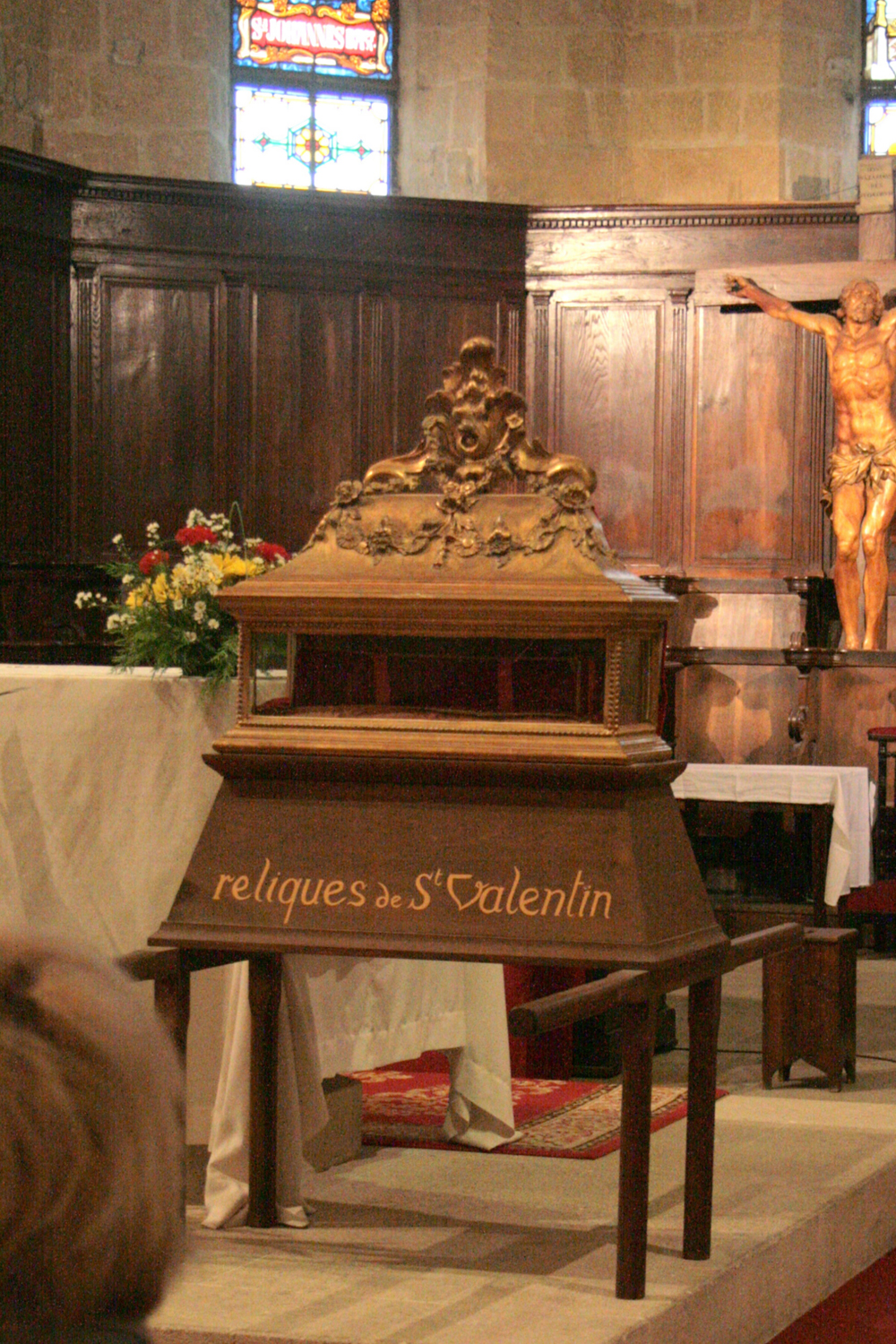
Chasse des reliques de saint Valentin.

Un négociant en vins et spiritueux de Roquemaure, Placide Cappeau, rédige le texte du célèbre cantique Minuit, chrétiens, qu'il aurait écrit, selon ses dires, le 3 décembre 1847 dans la diligence qui le conduisait à Paris, entre Mâcon et Dijon. L'auteur de ce que le compositeur Adolphe Adam, qui mit ses paroles en musique, appelait « La Marseillaise religieuse », était socialiste, républicain et anticlérical. 
En 1866, le phylloxéra anéantit le vignoble. Particulièrement virulent il est surnommé « les taches de Roquemaure ». C'est la première apparition de cet insecte térébrant en Europe. Comme nul ne sait encore comment sauver ses vignes, Maximilien Richard, riche propriétaire du château de Clary à Roquemaure, décide de se rendre à Rome, il en revient avec des reliques d'un saint. Celui-ci se prénommait Valentin. Le 25 octobre 1868, l'évêque de Nîmes, Claude-Henri Plantier, préside à la cérémonie du dépôt des reliques dans la collégiale, où elles sont invoquées pour sauver les vignes. Elles sont sorties tous les deux ans, lors une grande fête, le dimanche le plus proche du 14 février.
Après la crise du phylloxéra, Henri de Régis, propriétaire du château de Ségriès, pour mettre en valeur ses terres, décida, en 1925, de replanter un vignoble. Dans la décennie suivante, il entreprit de suivre l'exemple du combat que menait sur la rive gauche du Rhône le baron Pierre Le Roy de Boiseaumarié. Avec quelques amis convaincus, il décida de faire classer le terroir de Lirac en appellation d'origine contrôlée (AOC). La demande en fut faite auprès d'un tribunal. 
Le projet se concrétisa après la Seconde Guerre mondiale : le 11 octobre 1945, l’appellation fit l’objet d’une reconnaissance judiciaire par le tribunal d’Uzès. Après deux années d’enquêtes complémentaires sur le terrain (terrains, types de vins, etc.) les experts de l’INAO achevèrent la délimitation de l’aire d’appellation sur les communes de Lirac, Roquemaure, Saint-Laurent-des-Arbres et Saint-Geniès-de-Comolas. Ce qui aboutit à la reconnaissance de l’AOC lirac définie par le décret du 14 octobre 1947. La nouvelle appellation devenait le premier cru des côtes-du-rhône à produire des vins de trois couleurs : rouge, rosé, blanc. Le cahier des charges de l'appellation a été modifié en juillet 2024.

## Vignoble
L'aire d'appellation se situe dans la partie française de la vallée du Rhône, dans le département du Gard, sur quatre communes : Lirac, Roquemaure, Saint-Laurent-des-Arbres et Saint-Geniès-de-Comolas. Il s'agit d'une des appellations des côtes du Rhône méridionales (plus précisément les côtes-du-rhône gardoises), limitrophe sur la rive droite du Rhône de l'aire produisant le tavel (plus au sud).

### Orographie et géologie

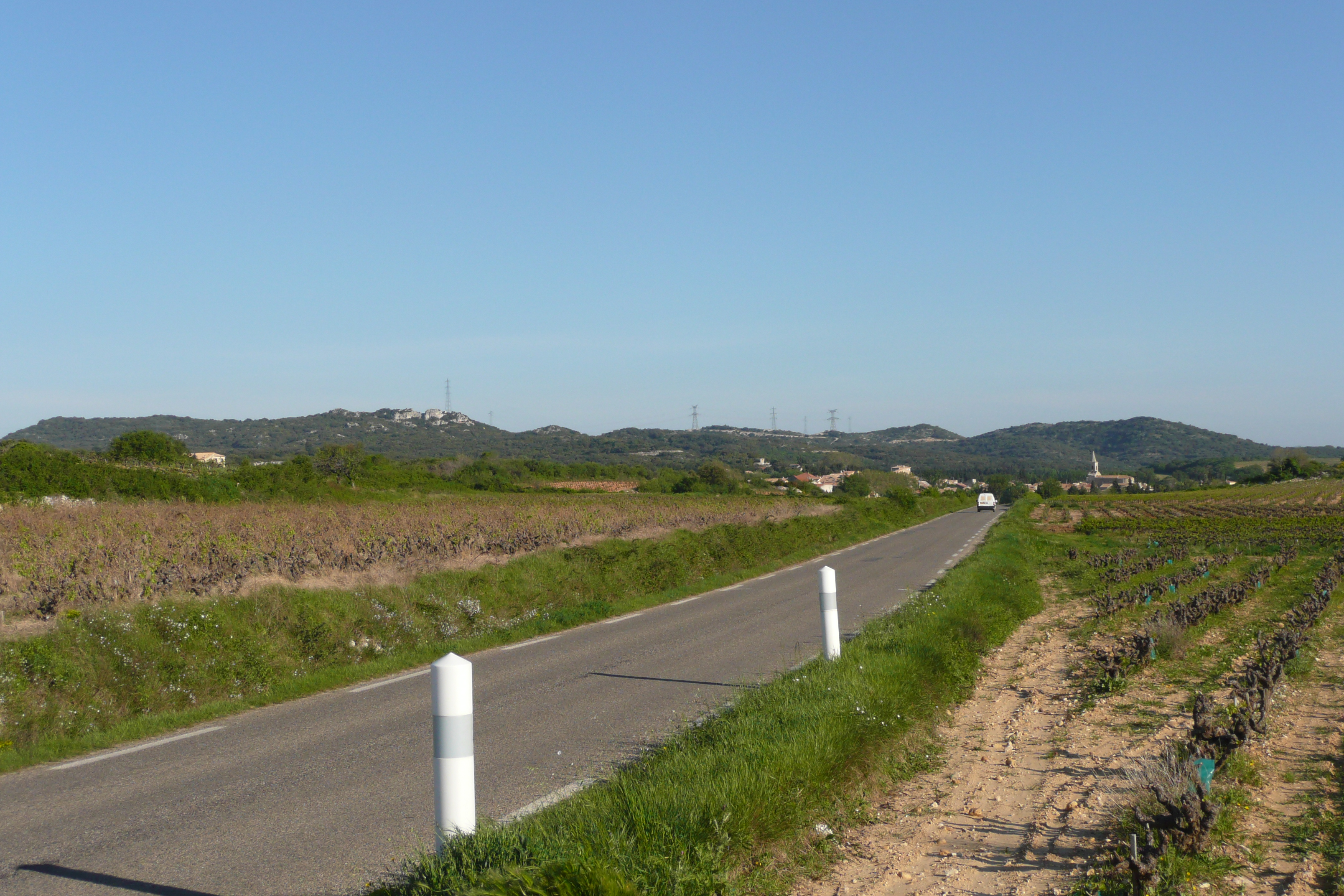
Le vignoble de Lirac implanté entre collines et sols sableux squelettiques.

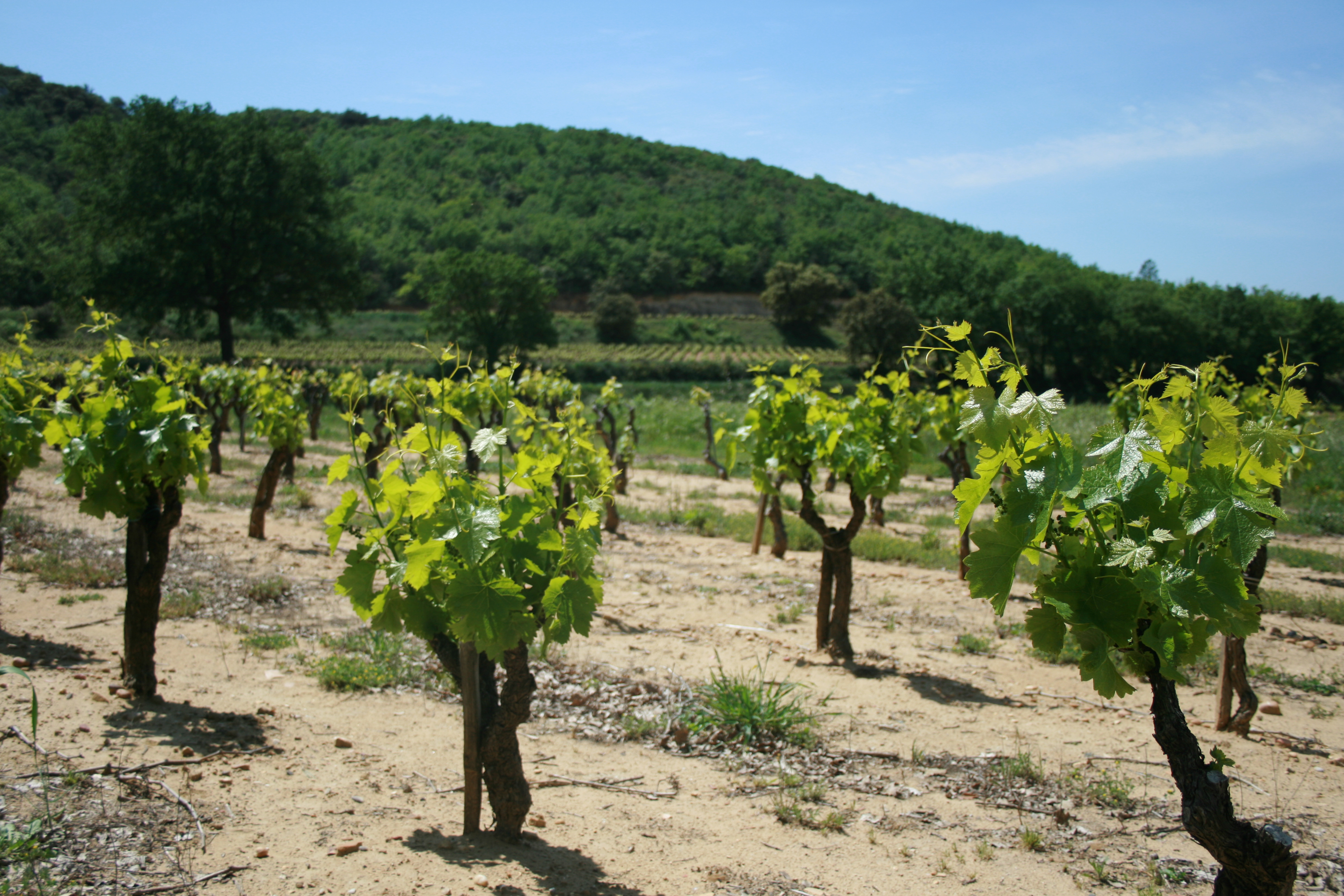
Collines de l'aire d'appellation lirac.

La faille de Roquemaure qui coupe ce terroir viticole jusqu'à Saint-Laurent-des-Arbres l'a bouleversé en fracturant les calcaires à faciès urgonien. Elle présente une structure à la fois karstique, poreuse et imperméable. Ce socle calcaire est recouvert d'argile, de sables et de galets .
À l'ouest de ce terroir, des éboulis calcaires provenant du Crétacé forment une série de petites collines. Celles-ci cèdent la place sur les communes de Lirac et de Saint-Laurent-des-Arbres à des terrasses alluviales déposées par le Rhône au début de l'ère quaternaire. Elles sont composées de galets roulés et d'argile rouge. Dans le relief calcaire faillé se trouvent des dépôts sableux originaires du Pliocène qui servent d'assises aux terrasses fluviatiques et forment les pentes sableuses des collines en particulier à Saint-Geniès-de-Comolas.
Les plateaux calcaires qui recouvrent le  département du Gard forment en direction du Rhône un promontoire qui abrite le vignoble. Leur substrat calcaire est souvent recouvert de terrasses alluviales déposées par le fleuve. Elles mêlent argile et galets roulés (quartz) originaires des affluents alpins du Rhône. Leurs pentes ravinées par l'érosion sont recouvertes de petits galets et de sable.

### Climatologie
Le climat de ce terroir est soumis à un rythme à quatre temps : deux saisons sèches (une brève en hiver, une très longue et accentuée en été), deux saisons pluvieuses, en automne (pluies abondantes et brutales) et au printemps. Sa spécificité est son climat méditerranéen qui constitue un atout exceptionnel :
- Le mistral assainit le vignoble ;
- La saisonnalité des pluies est très marquée ;
- Les températures sont très chaudes pendant l'été.

Les étés sont chauds et secs, liés à la remontée des anticyclones subtropicaux, entrecoupés d’épisodes orageux parfois violents. Les hivers sont doux. Les précipitations sont peu fréquentes et la neige rare.

La station météorologique de Pujaut (sur l'aérodrome d'Avignon-Pujaut à 44 mètres d'altitude : 43° 59′ 54″ N, 4° 45′ 34″ E) est à sept kilomètres au sud-est de l'aire d'appellation.
| Mois                              | jan. | fév. | mars | avril | mai  | juin | jui. | août | sep. | oct. | nov. | déc. | année |
| --------------------------------- | ---- | ---- | ---- | ----- | ---- | ---- | ---- | ---- | ---- | ---- | ---- | ---- | ----- |
| Température minimale moyenne (°C) | 2    | 2,2  | 4,7  | 7,1   | 10,8 | 14,7 | 17   | 16,7 | 13   | 10,1 | 5,7  | 2,7  | 8,9   |
| Température moyenne (°C)          | 6,3  | 7,2  | 10,6 | 13,2  | 17,2 | 21,3 | 23,9 | 23,6 | 19,3 | 15,3 | 10,1 | 6,8  | 14,6  |
| Température maximale moyenne (°C) | 10,5 | 12,2 | 16,4 | 19,4  | 23,6 | 28   | 30,8 | 30,6 | 25,5 | 20,6 | 14,4 | 10,9 | 20,2  |
| Nombre de jours avec gel          | 10,2 | 8,7  | 4,3  | 0,9   | 0    | 0    | 0    | 0    | 0    | 0,3  | 3,1  | 8,1  | 35,6  |
| Précipitations (mm)               | 53,3 | 35,3 | 38,2 | 60,8  | 51,9 | 39,4 | 31,4 | 36,9 | 93,2 | 88,2 | 95,9 | 48,3 | 672,8 |

Selon Météo-France, le nombre par an de jours de pluies supérieures à 2,5 litres par mètre carré est à Avignon de 45 et la quantité d'eau, pluie et neige confondues, est de 660 litres par mètre carré. Les températures moyennes oscillent entre 0 et 30° selon la saison. Le record de température depuis l'existence de la station de l'INRA est de 40,5 °C lors de la canicule européenne de 2003 le 5 août (et 39,8 °C le 18 août 2009) et −12,8 °C le 5 janvier 1985. Les relevés météorologiques ont lieu à l'Agroparc d'Avignon.
Le mistral
Le vent principal est le mistral, dont la vitesse peut aller au-delà des 110 km/h. Il souffle entre 120 et 160 jours par an, avec une vitesse de 90 km/h par rafale en moyenne. Le tableau suivant indique les différentes vitesses du mistral enregistrées par les stations d'Orange et Carpentras-Serres dans le sud de la vallée du Rhône et à sa fréquence au cours de l'année 2006. La normale correspond à la moyenne des 53 dernières années pour les relevés météorologiques d'Orange et à celle des 42 dernières pour Carpentras.
| Mistral.                                             | Jan.    | Fev.    | Mars.    | Avril.  | Mai     | Juin     | Juil.   | Août    | Sept.   | Oct.    | Nov.    | Dec.     |
| ---------------------------------------------------- | ------- | ------- | -------- | ------- | ------- | -------- | ------- | ------- | ------- | ------- | ------- | -------- |
| Vitesse maximale relevée sur le mois                 | 96 km/h | 97 km/h | 112 km/h | 97 km/h | 94 km/h | 100 km/h | 90 km/h | 90 km/h | 90 km/h | 87 km/h | 91 km/h | 118 km/h |
| Tendance : jours avec une vitesse > 16 m/s (58 km/h) | --      | +++     | ---      | ++++    | ++++    | =        | =       | ++++    | +       | ---     | =       | ++       |

## Vins
Les données de production des années récentes, telles que publiées par les Douanes, sont :
| Année | lirac rouge     | lirac rouge     | lirac rouge       | lirac rosé      | lirac rosé      | lirac rosé        | lirac blanc     | lirac blanc     | lirac blanc       |
| Année | superficie (ha) | production (hl) | rendement (hl/ha) | superficie (ha) | production (hl) | rendement (hl/ha) | superficie (ha) | production (hl) | rendement (hl/ha) |
| ----- | --------------- | --------------- | ----------------- | --------------- | --------------- | ----------------- | --------------- | --------------- | ----------------- |
| 2020  | 722             | 18 084          | 25                | 15,2            | 377             | 25                | 83              | 2 059           | 25                |
| 2021  | 701             | 20 771          | 30                | 16,5            | 555             | 34                | 86              | 2 685           | 31                |
| 2022  | 762             | 17 450          | 23                | 12,9            | 322             | 25                | 97              | 2 571           | 27                |
| 2023  | 727             | 25 871          | 36                | 18,4            | 684             | 37                | 103             | 3 591           | 35                |
| 2024  | 756             | 14 533          | 19                | 16,9            | 483             | 29                | 103             | 2 668           | 26                |

### Vinification
Comme de nombreux vignobles en dessous du 45e parallèle, les côtes-du-rhône méridionales, dont fait partie l'appellation, sont des vins assemblant plusieurs cépages. Ceci est justifié par les caractéristiques climatiques régionales avec des étés très chauds, sinon torrides, et la présence du mistral, vent excessif, qui participent à la surmaturation des cépages. Tous les essais de vinification mono-cépage ont démontré que ces vins ne peuvent atteindre une qualité élevée et donner la véritable expression du terroir. Par contre l'assemblage de plusieurs variétés permet d'obtenir un parfait équilibre entre acidité, alcool et tannins. 
Vinification en rouge
C'est le grenache noir qui représente la plus importante proportion, il est assemblé avec le mourvèdre et la syrah. Un peu de cinsault permet d'apporter la finesse. Les trois premiers cépages permettent d'obtenir un parfait équilibre et donnent des grands vins de garde qui truffent en vieillissant. En fonction des parcelles et des micro-climats, l'assemblage peut varier entre 80 % de grenache, syrah et mourvèdre entrant en part égale pour le pourcentage restant, et 50 % de grenache, la syrah et le mourvèdre représentant chacun 25 %. 
Vinification en rosé
Majoritairement réalisée par saignée, le jus s'écoulant sous le poids de la vendange, la vinification est faite par un assemblage dans lequel le grenache noir reste majoritaire. Le cinsault apporte ici toute son expression ainsi que le mourvèdre s'il ne dépasse pas 10 %. 
Vinification en blanc
Tout comme pour les rosés, la maîtrise des températures lors de la vinification a permis d'obtenir par un moyen uniquement physique une parfaite expression des vins de ce terroir. La base de l'assemblage se fait avec la clairette et le bourboulenc. Le grenache blanc ne doit pas excéder les 20 %. De plus en plus s'y ajoutent le viognier, la roussanne et la marsanne, en proportions différentes, mais le maximum qualitatif est atteint avec des apports de 10 %.

### Gastronomie

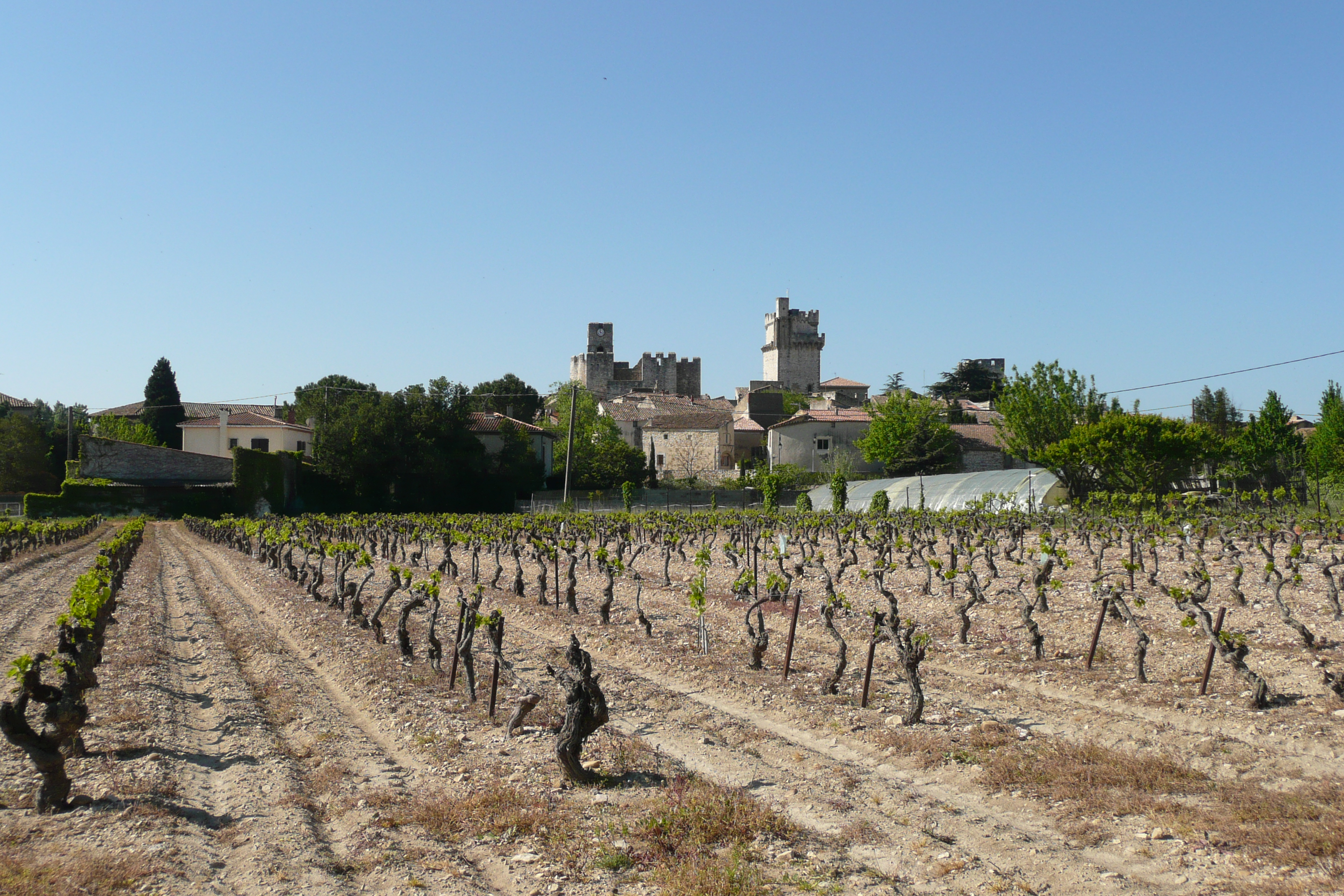
Vignoble de l'AOC lirac à Saint-Laurent-des-Arbres.

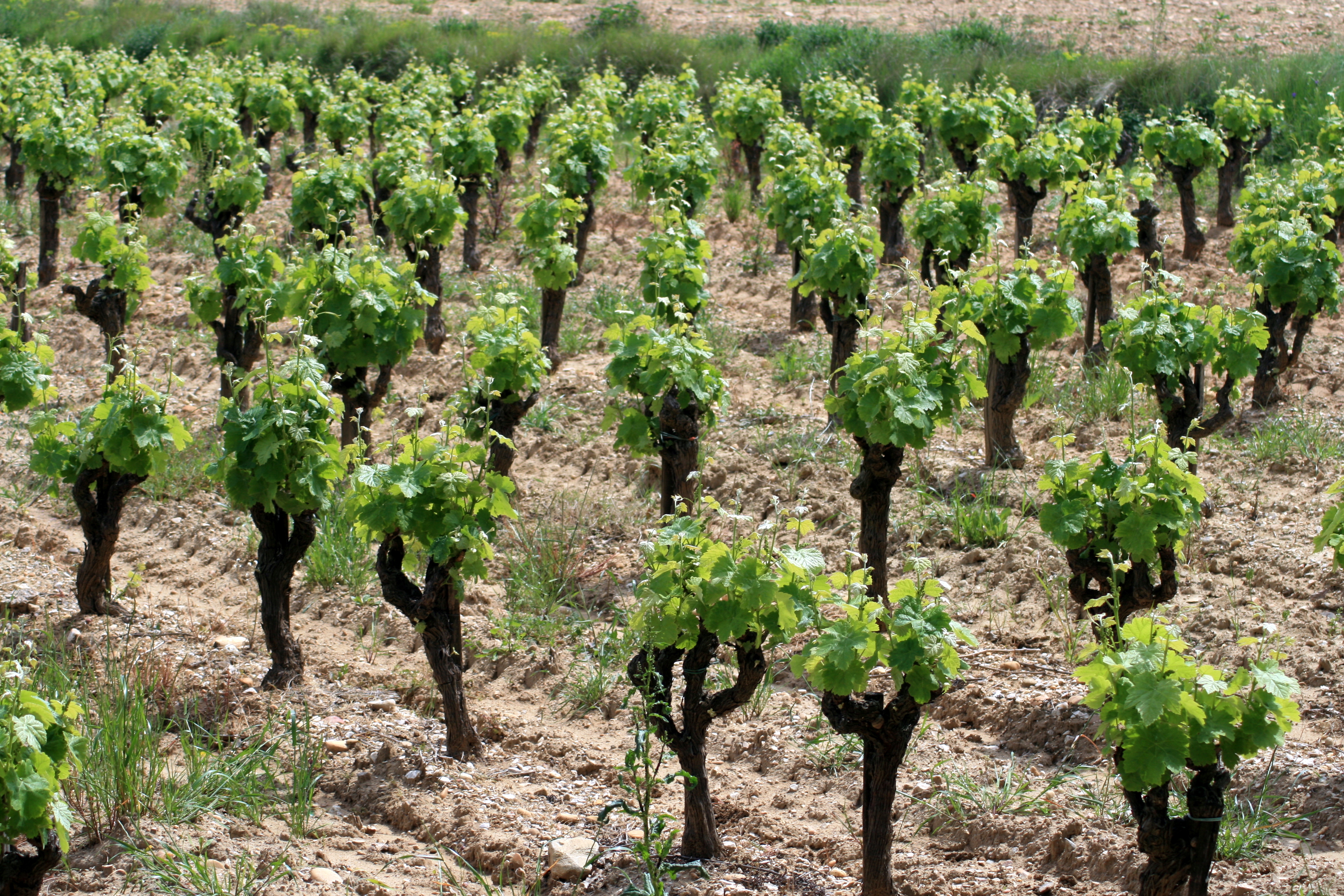
Vignoble de l'AOC lirac à Saint-Geniès-de-Comolas.

Des bancs de calcaire dur, dont les failles ont été comblées par les alluvions anciennes du Rhône (sable, galets, argile rouge), charpentent ce terroir. Sur les calcaires s'élaborent des vins charpentés, corsés et de longue garde, tandis que les terrasses de quartz donnent des vins puissants et pleins de corps. Quant aux pentes sablonneuses à petits galets, elles permettent de donner des vins souples et fruités. La puissance, la finesse et la richesse des vins de Lirac est le fruit de l’assemblage de ces terroirs différents ou de leur vinification séparée. 
Les cépages, dont le rendement est limité à 42 hl/ha, sont le grenache, le cinsault, la syrah et le mourvèdre pour les rouges et les rosés ;  le grenache blanc, le bourboulenc et la clairette pour les blancs. 
Avec leur belle robe profonde et intense, les rouges charnus, riches et bien structurés exhalent un bouquet fruité agrémenté d’épices délicates.  La robe rose vif soutenue et brillante des rosés met en valeur un vin élégant aux arômes de petits fruits rouges d’une belle persistance. Les blancs, qui se vêtent d’un jaune pâle et lumineux, ont au nez des arômes frais et floraux. En bouche, ce vin tonique et harmonieux se révèle tout en longueur et en rondeur.
Le rouge qui possède une grande aptitude au vieillissement, - dix ans et plus - est traditionnellement conseillé sur du gibier et de la venaison et il s'accorde parfaitement avec les daubes (avignonnaise ou provençale), le civet de cerf ainsi que les civets de lièvre ou de sanglier. Le rosé, en fonction de sa vinification - par saignée ou par pressurage -  peut se garder entre 2 ou 4 ans. C'est à boire à table avec les charcuteries et les fromages. Il s'accorde parfaitement avec la cuisine asiatique. Quant au blanc, tout en finesse et en fraîcheur, il fait un mariage heureux avec les poissons de mer ou de rivière, les fruits de mer, les crustacés et tous les fromages de chèvre.

### Millésimes
Ils correspondent à ceux du vignoble de la vallée du Rhône. Ils sont notés : année exceptionnelle , grande année , bonne année ***, année moyenne **, année médiocre *.
| Caractéristiques | Article de qualité | ***                | ***                | Bon article        | Article de qualité | Bon article        | Bon article        | ***                | Bon article | Bon article        |
| Millésimes 1990 | 1999               | 1998               | 1997               | 1996               | 1995               | 1994               | 1993               | 1992               | 1991        | 1990               |
| Caractéristiques | ***                | ***                | **                 | ***                | Bon article        | **                 | **                 | **                 | ***         | Article de qualité |
| Millésimes 1980 | 1989               | 1988               | 1987               | 1986               | 1985               | 1984               | 1983               | 1982               | 1981        | 1980               |
| Caractéristiques | Article de qualité | Article de qualité | Bon article        | ***                | Article de qualité | **                 | Bon article        | ***                | Bon article | Article de qualité |
| Millésimes 1970 | 1979               | 1978               | 1977               | 1976               | 1975               | 1974               | 1973               | 19722              | 1971        | 1970               |
| Caractéristiques | Bon article        | Article de qualité | Bon article        | **                 | ***                | Bon article        | ***                | **                 | **          | Article de qualité |
| Millésimes 1960 | 1969               | 1968               | 1967               | 1966               | 1965               | 1964               | 1963               | 1962               | 1961        | 1960               |
| Caractéristiques | **                 | *                  | Article de qualité | Article de qualité | ***                | ***                | **                 | **                 | ***         | Article de qualité |
| Millésimes 1950 | 1959               | 1958               | 1957               | 1956               | 1955               | 1954               | 1953               | 1952               | 1951        | 1950               |
| Caractéristiques | Bon article        | Bon article        | Article de qualité | Bon article        | Bon article        | ***                | Bon article        | Article de qualité | **          | Article de qualité |
| Millésimes 1940 | 1949               | 1948               | 1947               | 1946               | 1945               | 1944               | 1943               | 1942               | 1941        | 1940               |
| Caractéristiques | Article de qualité | Article de qualité | Article de qualité | Bon article        | Article de qualité | **                 | Article de qualité | Bon article        | **          | **                 |
| Millésimes 1930 | 1939               | 1938               | 1937               | 1936               | 1935               | 1934               | 1933               | 1932               | 1931        | 1930               |
| Caractéristiques | *                  | Bon article        | Bon article        | ***                | **                 | Article de qualité | Article de qualité | **                 | **          | **                 |
| Millésimes 1920 | 1929               | 1928               | 1927               | 1926               | 1925               | 1924               | 1923               | 1922               | 1921        | 1920               |
| Caractéristiques | Article de qualité | Article de qualité | **                 | Bon article        | **                 | Bon article        | Bon article        | **                 | Bon article | Bon article        |
| Sources : Yves Renouil (sous la direction), Dictionnaire du vin, Éd. Féret et fils, Bordeaux, 1962 ; Alexis Lichine, Encyclopédie des vins et alcools de tous les pays, Éd. Robert Laffont-Bouquins, Paris, 1984, Les millésimes de la vallée du Rhône & Les grands millésimes de la vallée du Rhône |                    |                    |                    |                    |                    |                    |                    |                    |             |                    |

Soit sur 90 ans, 24 années exceptionnelles, 26 grandes années, 16 bonnes années, 22 années moyennes et 2 années médiocres.

### Principaux producteurs

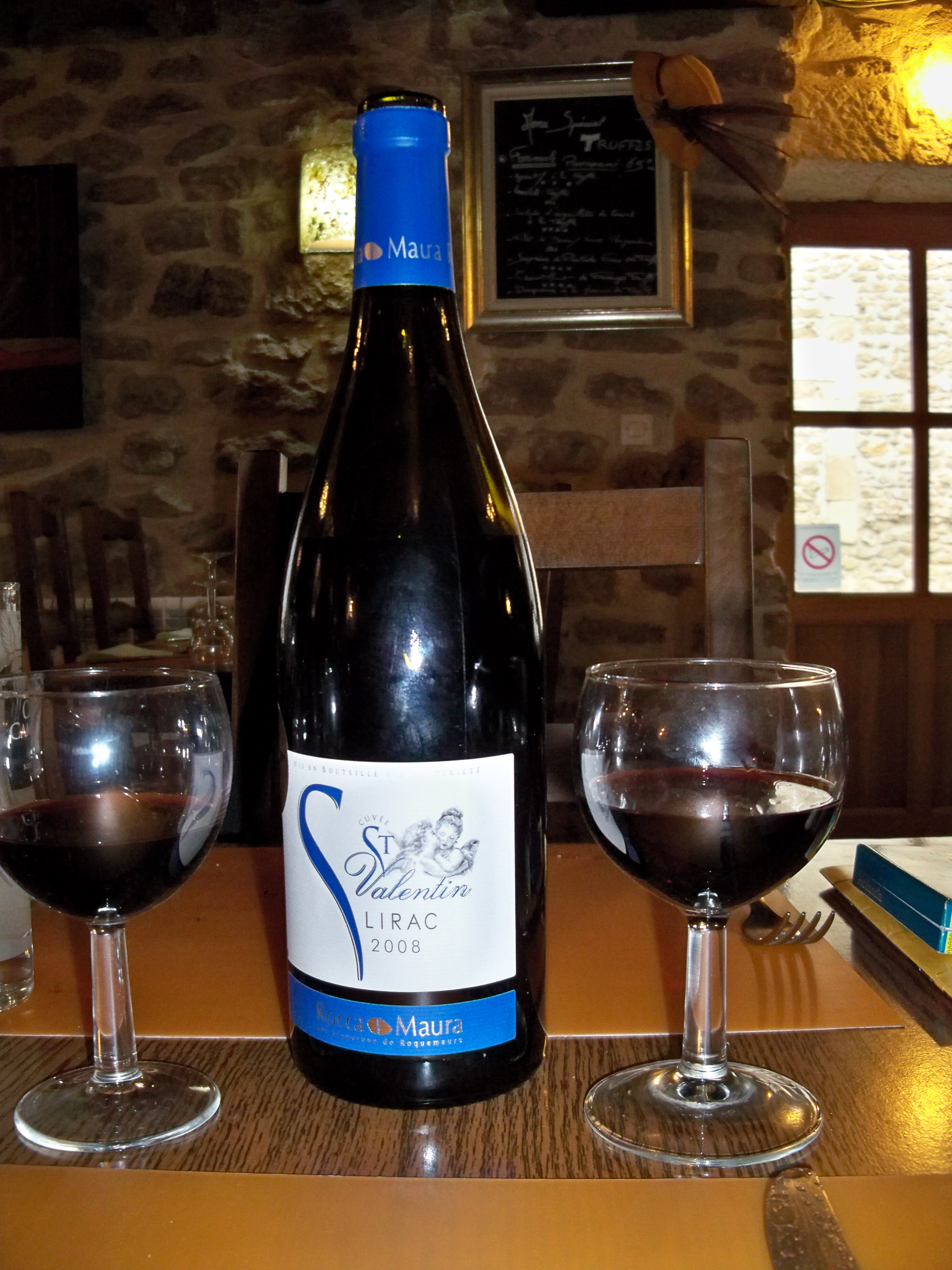
Bouteille de lirac rouge Rocca Maura.

Les principaux producteurs de l'AOC sont, :
• Domaine de Castel-Oualou, Roquemaure
- Château de Clary, Roquemaure
- Domaine Beaumont, Lirac
- Domaine du Joncier, Tavel
- Domaine La Coste du Puy, Roquemaure
- Cave des vignerons de Roquemaure Rocca Maura
- Cave des vignerons de Tavel
- Cave des vins du cru Lirac, Saint-Laurent-des-Arbres
- Château Boucarut, Roquemaure
- Château d'Aqueria, Tavel
- Château de Bouchassy, Roquemaure
- Château de la Gardine - Brunel et fils, Châteauneuf-du-Pape
- Château de Montfaucon, Montfaucon
- Château de Ségriès, Lirac
- Château Le Devoy-Martine, Saint-Laurent-des-Arbres
- Château Mont-Redon, Châteauneuf-du-Pape
- Clos du Mont-Olivet, Châteauneuf-du-Pape
- Château Saint-Roch, Roquemaure
- Delas frères, Saint-Jean-de-Muzols
- Domaine Corne Loup, Tavel
- Domaine de la Mordorée, Tavel
- Domaine des Maravilhas, Saint-Laurent-des-Arbres
- Domaine du Grand Veneur - Alain Jaume, Orange
- Domaine Maby, Tavel
- Domaine Pelaquié, Saint-Victor-la-Coste
- Earl de Chantegrillet, Lirac
- Jean-Luc Colombo, Cornas
- SCEA Henri de Lanzac, Lirac

### Caveaux de dégustation

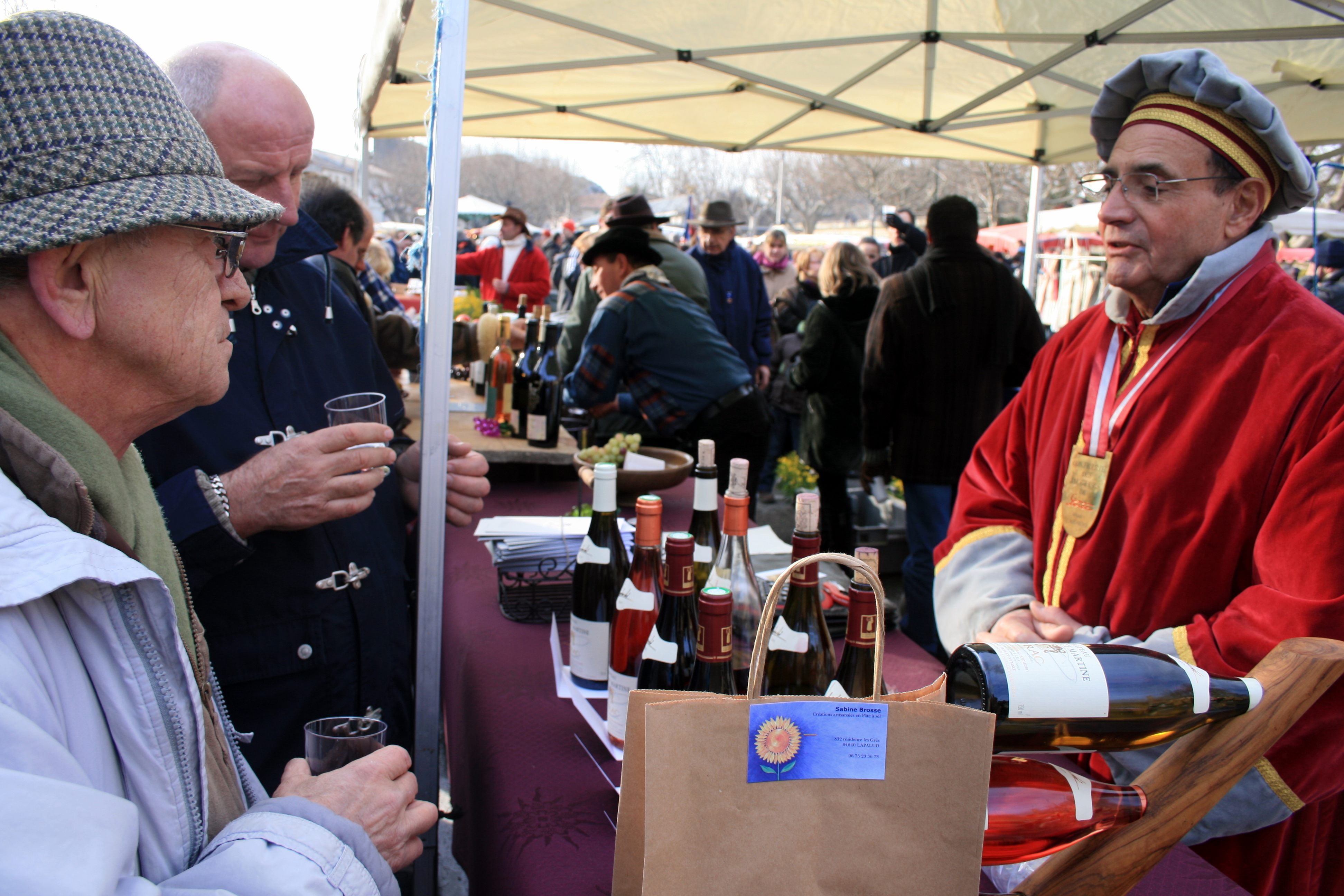
Dégustation de lirac à la Saint-Valentin de Roquemaure.

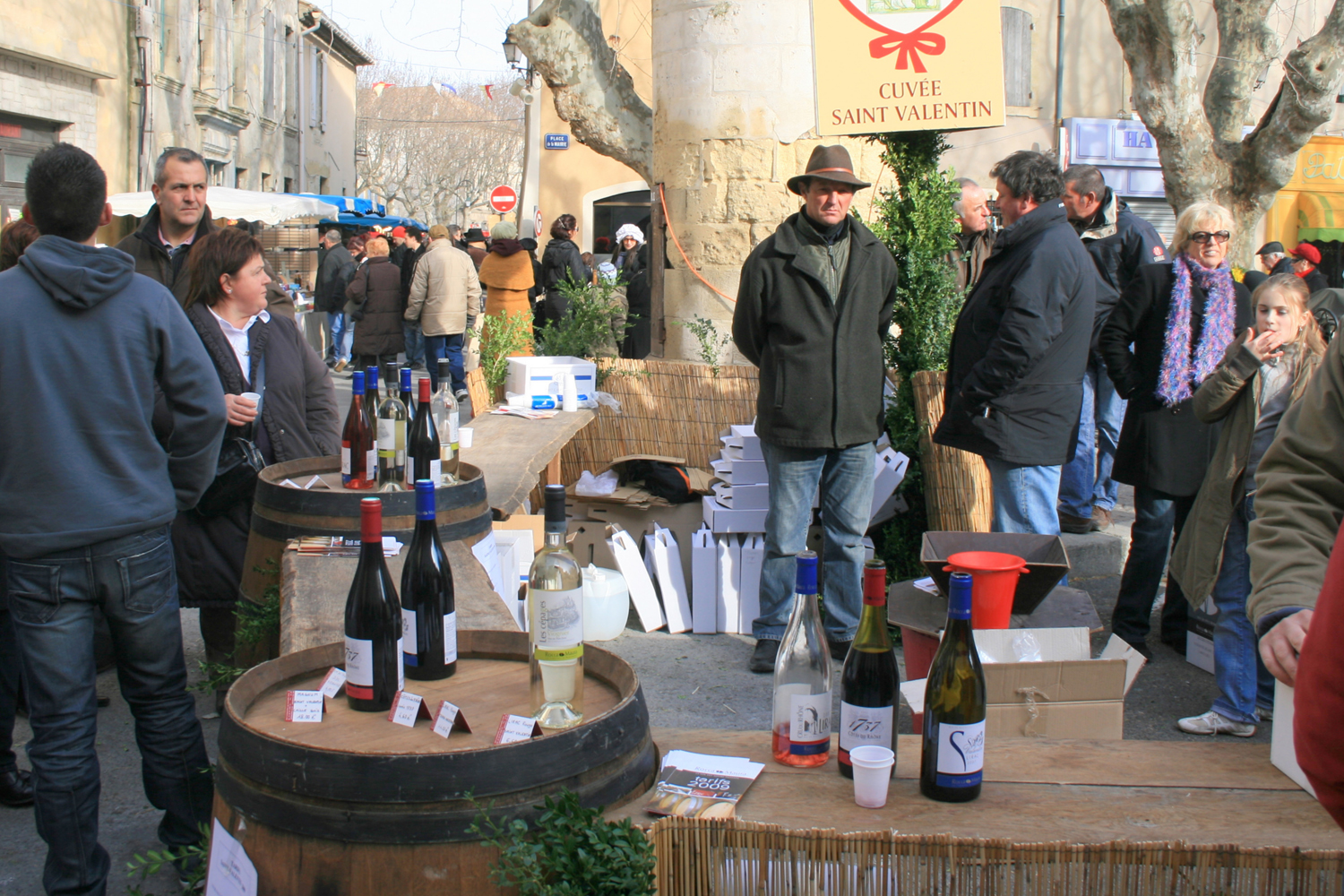
Dégustation de la cuvée Saint-Valentin.

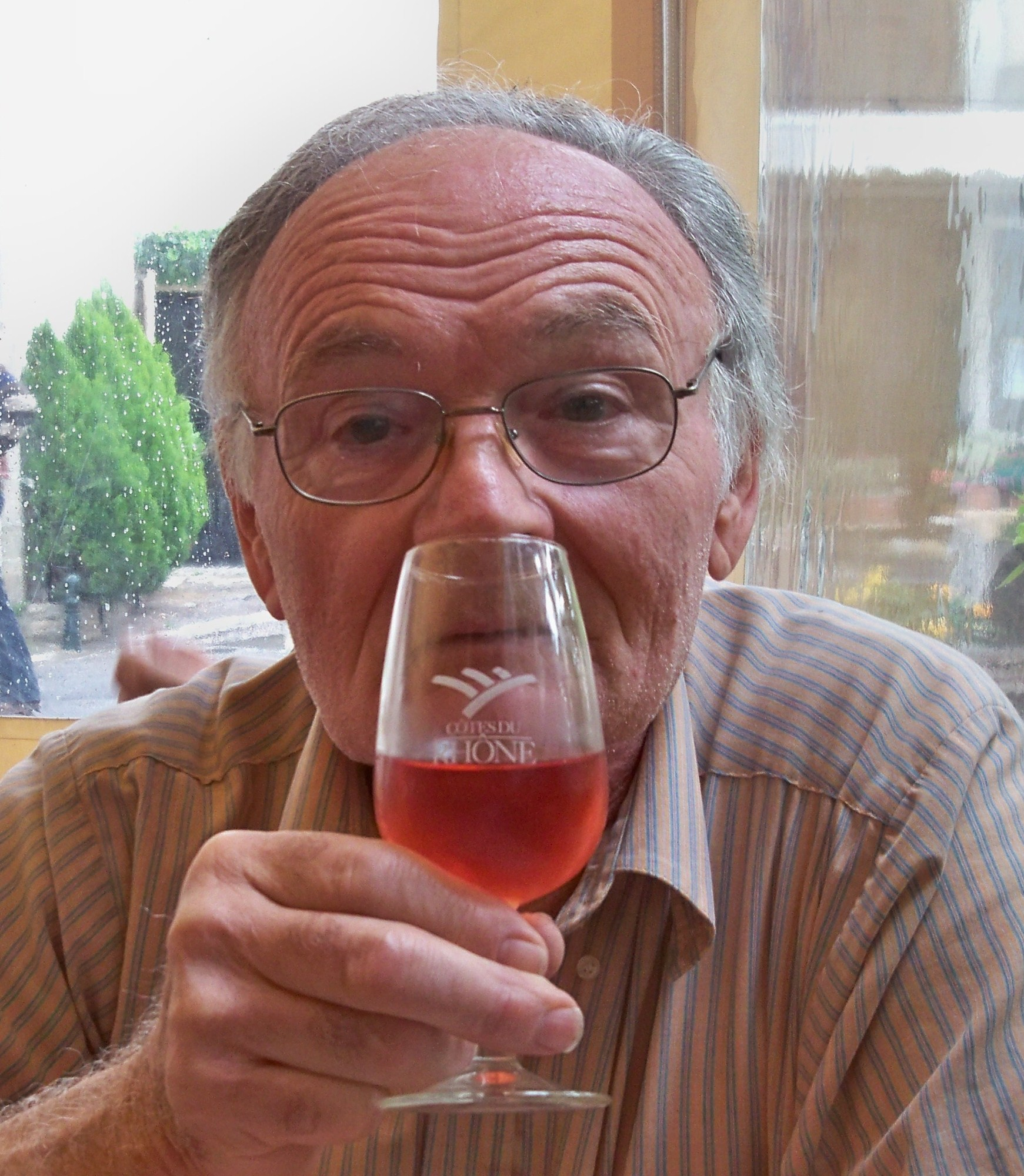
Dégustation d'un lirac rosé.

L'œnotourisme recouvre de nombreuses activités de découverte : dégustation des vins, visite de caves, rencontre avec les propriétaires, découverte des métiers et techniques de la vigne, connaissance des cépages, des terroirs, des appellations, de la gastronomie locale. À cet aspect festif s'ajoutent les activités sportives et de loisirs : promenades et randonnées dans les vignobles.
Pour les touristes, une charte de qualité des caveaux de dégustation a été mise en place dans la vallée du Rhône pour l'ensemble des vignobles par Inter Rhône. Elle propose trois catégories différentes d'accueil en fonction des prestations offertes par les caves. 
La première - dite accueil de qualité - définit les conditions de cet accueil. Un panneau à l'entrée doit signaler que celui-ci est adhérent à la charte. Ce qui exige que ses abords soient en parfait état et entretenus et qu'il dispose d'un parking proche. L'intérieur du caveau doit disposer d'un sanitaire et d'un point d'eau, les visiteurs peuvent s'asseoir et ils ont de plus l'assurance que locaux et ensemble du matériel utilisé sont d'une propreté irréprochable (sols, table de dégustation, crachoirs, verres).
L'achat de vin à l'issue de la dégustation n'est jamais obligatoire. Celle-ci s'est faite dans des verres de qualité (minimum INAO). Les vins ont été servis à température idéale et les enfants se sont vus proposer des jus de fruits ou des jus de raisin. Outre l'affichage de ses horaires et des permanences, le caveau dispose de fiches techniques sur les vins, affiche les prix et offre des brochures touristiques sur l'appellation. 
La seconde - dite accueil de service - précise que le caveau est ouvert cinq jours sur sept toute l'année et six jours sur sept de juin à septembre. La dégustation se fait dans des verres cristallins voire en cristal. Accessible aux personnes à mobilité réduite, il est chauffé l'hiver et frais l'été, de plus, il dispose d'un éclairage satisfaisant (néons interdits). Sa décoration est en relation avec la vigne et le vin, une carte de l'appellation est affichée. Il dispose d'un site internet et fournit à sa clientèle des informations sur la gastronomie et les produits agroalimentaires locaux, les lieux touristiques et les autres caveaux adhérant à la charte. De plus, les fiches techniques sur les vins proposés sont disponibles en anglais.
La troisième - dite accueil d'excellence - propose d'autres services dont la mise en relation avec d'autres caveaux, la réservation de restaurants ou d'hébergements. Le caveau assure l'expédition en France pour un minimum de vingt-quatre bouteilles. Il dispose d'un site Internet en version anglaise et le personnel d'accueil parle au moins l'anglais.

### Commercialisation
L'AOC lirac est commercialisé à 68 % sur le territoire français et exporté à 38 %. 
| Les différents secteurs de commercialisation de l'AOC lirac en France | Les différents secteurs de commercialisation de l'AOC lirac en France |
| --------------------------------------------------------------------- | --------------------------------------------------------------------- |
| Catégorie                                                             | % en volume                                                           |
| GMS (grandes et moyennes surfaces)                                    | 50 %                                                                  |
| Vente directe (foires et caveaux)                                     | 29 %                                                                  |
| CHR (cafés, hôtels, restaurants)                                      | 11 %                                                                  |
| Grossistes et négociants                                              | 8 %                                                                   |
| VPC (vente par correspondance)                                        | 2 %                                                                   |

Pour l'exportation, les principaux pays sont  :
| Pays                                       | % en volume | % en valeur |
| Belgique                                   | 22          | 00,0        |
| Allemagne                                  | 16          | 00,0        |
| États-Unis                                 | 16          | 00,0        |
| Pays scandinaves ( Danemark Suède Norvège) | 14          | 00,0        |
| Royaume-Uni                                | 10          | 00,0        |
| Pays-Bas                                   | 7           | 00,0        |
| Japon                                      | 1           | 00,0        |
| Luxembourg                                 | 1           | 00,0        |

### Confrérie des Jaugeurs de Lirac

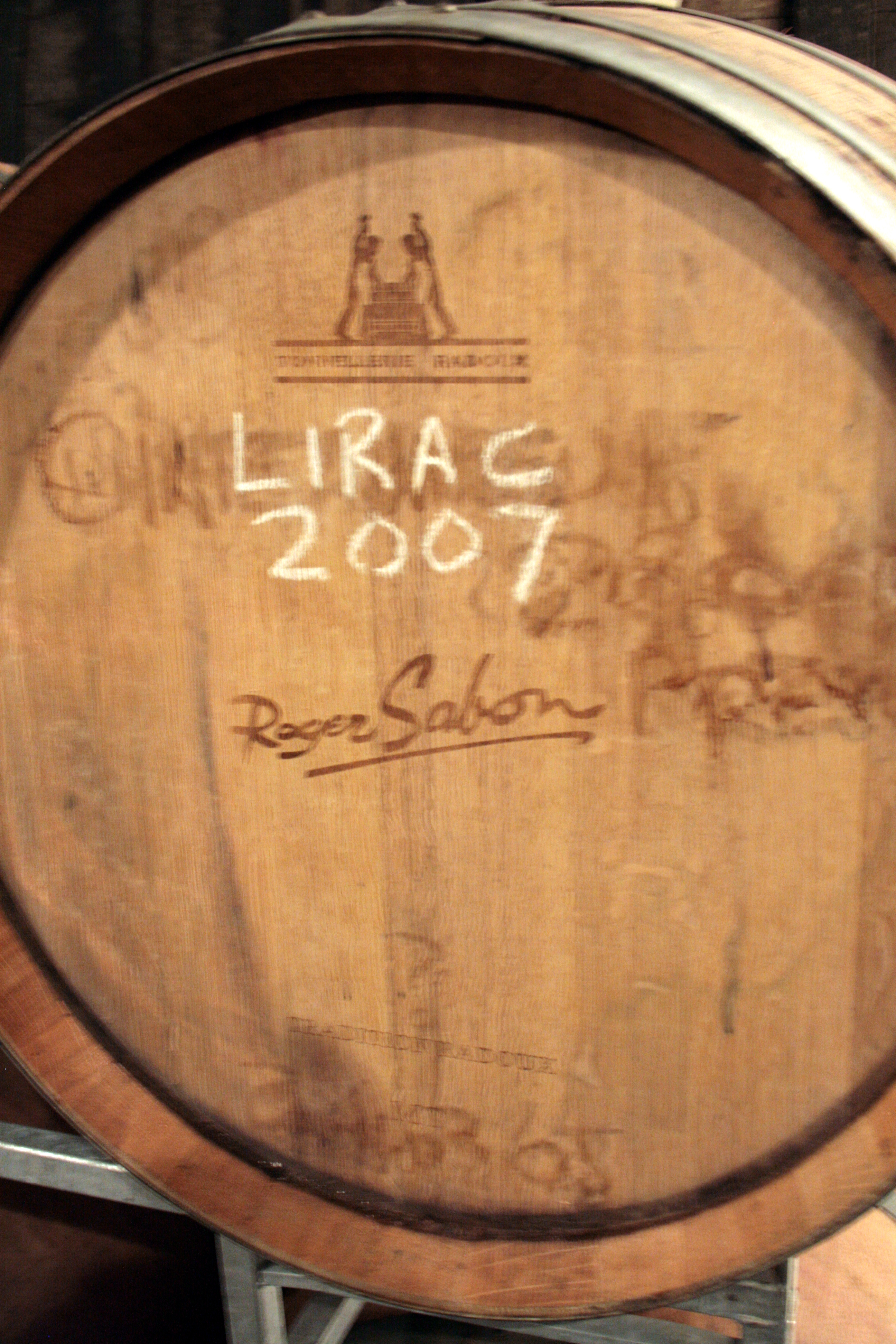
Tonneau de vin de Lirac.

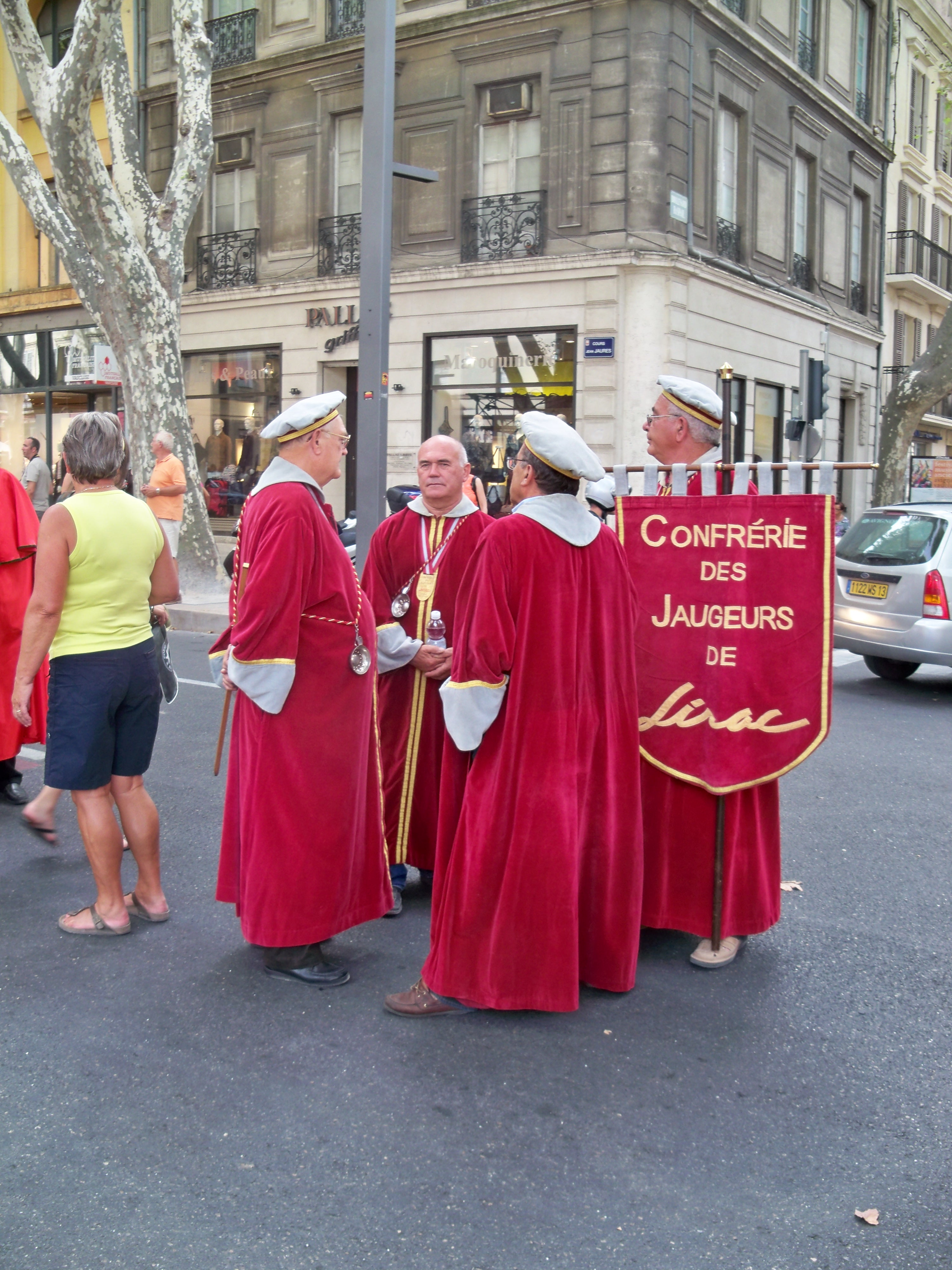
Confrérie des Jaugeurs de Lirac.

Cette confrérie bachique a été créée pour fêter le cinquantenaire de l'appellation, en 1997. Elle s'est fixée comme mission de préserver et de transmette les notions de qualité qui caractérisent les vins sous l'AOC lirac. Les membres de la confrérie, revêtus d'une robe d’homme de loi du XVIIIe siècle, ornée des couleurs de Lirac, portent la jauge, emblème de leur fonction et de leur savoir-faire.
Les premiers jaugeurs furent nommés le 10 décembre 1744, à la demande des vignerons du cru, par l'Intendant général du Languedoc. Ils avaient pour charge de calculer les capacités des tonneaux servant à l'expédition des vins. Leur tâche s'achevait par la délivrance d'un certificat authentifiant le fût et le vin qu’il contenait. C'était les consuls de Roquemaure qui assermentaient les jaugeurs et veillaient sur la jauge étalon.
Aujourd'hui, la confrérie qui a inscrit dans son code de bonne conduite qu'elle n'accepte en son sein que les bien buvant, bien mangeant et de joyeuse humeur, intronise, lors de soirées de gala, des personnalités qui partagent l'amour de leur vin afin qu'elles deviennent les ambassadeurs et ambassadrices de l'AOC lirac.